# Zuid-Koreaans Golfkampioenschap 2010
Het derde Zuid-Koreaans Golfkampioenschap staat bekend onder de naam Ballantine's Championship. Het is gespeeld van 22 tot 25 april 2010 op de Pinx Golf Club op Jeju eiland in Zuid-Korea. Het toernooi telde voor de Aziatische PGA Tour en de Europese PGA Tour en had € 2.200.000 prijzengeld, waarvan €366.660 naar de winnaar ging.
Bij de eerste editie in 2008 won Graeme McDowell met een score van 68-64-66-66=264 (-24). Ook Jeev Milkha Singh had -24 gescoord. De play-off duurde drie holes.
In 2009 stond er de laatste twee dagen harde wind en werden de scores veel hoger. Robert-Jan Derksen stond na 66-69-75 toch nog aan de leiding toen hij aan de laatste ronde begon. Hij werd ingehaald door Thongchai Jaidee, die op de derde plaats begon en met een ronde van 70 op de eerste plaats eindigde. Derksen maakte 76 en zakte naar de vierde plaats.

## De baan
De golfbaan ligt op het zuidelijk deel van een vulkanisch eiland, dat aan de Straat van Korea ligt. De Halla-berg met de vulkaan ligt midden op het eiland en is 1950 meter hoog, dus van alle kanten zichtbaar. De golfclub opende in 1999 en had toen drie banen van negen holes, de Oost-, West- en Noordbaan, ontworpen door de Amerikaanse architect Ted Robinson. De club is ook ieder jaar gastheer van het Koreaans-Japans Dameskampioenschap voor professionals. De par van de baan is 72.
| Hole   | 1   | 2   | 3   | 4   | 5   | 6   | 7   | 8   | 9   | 10  | 11  | 12  | 13  | 14  | 15  | 16  | 17  | 18  | Totaal |
| Meters | 352 | 171 | 349 | 497 | 185 | 421 | 428 | 387 | 510 | 497 | 385 | 424 | 373 | 184 | 399 | 515 | 196 | 448 | 6721   |
| Yards  | 385 | 187 | 381 | 543 | 202 | 460 | 468 | 423 | 557 | 543 | 421 | 463 | 408 | 201 | 436 | 563 | 214 | 490 | 7345   |
| Par    | 4   | 3   | 4   | 5   | 3   | 4   | 4   | 4   | 5   | 5   | 4   | 4   | 4   | 3   | 4   | 5   | 3   | 4   | 72     |

## Verslag

#### Ronde 1
De baan heeft een par van 72. In eerste ronde maakte Marcus Fraser een bogey-vrije ronde van -7 en kwam daarmee voorlopig aan de leiding. Hij speelde met Mark Foster die hem met -6 op de hielen zit. Later kwam Tano Goya ook binnen met -7, en maakte Brett Rumford ook een ronde van -6.

#### Ronde 2
Er was donderdag bijna zeven uren oponthoud door de dichte mist, en vrijdagochtend is er besloten het toernooi in te korten tot drie rondes. Ongeveer de helft van de spelers heeft ronde 2 kunnen afmaken voordat het toernooi weer onderbroken werd. De cut wordt toch zaterdagmiddag verwacht. 
Zaterdag heeft de wind windkracht 4 à 5 en is de mist is verdwenen. 
 Ted Oh is voorlopig de beste Koreaan, hoewel hij de tweede ronde zeer wisselvallig speelde: drie birdies, drie bogeys en een eagle.

#### Ronde 3
Zondag zijn er 68 spelers, die de derde en laatste ronde spelen. Ted Oh heeft vandaag een slechte ronde, beste Koreaan is nu Seung-yul Noh.

Maarten Lafeber heeft zijn beste ronde gemaakt en is ruim 20 plaatsen gestegen. Robert-Jan Derksen heeft alle drie rondes onder par gespeeld en is mooi in de top-10 geëindigd. 

Marcus Fraser behaalde zijn eerste overwinning op de Aziatische en Europese Tour. Hij stond vanaf de eerste ronde aan de leiding.
- Leaderboard

#### Eindstand
| Naam               | Score | R1 | Nr   | Score | R2  | Totaal | Nr  | Score | R3  | Totaal | Nr  |
| ------------------ | ----- | -- | ---- | ----- | --- | ------ | --- | ----- | --- | ------ | --- |
| Marcus Fraser      | 65    | -7 | 1    | 70    | -2  | -9     | 1   | 69    | -3  | -12    | 1   |
| Gareth Maybin      | 68    | -4 | T8   | 68    | -4  | -8     | T2  | 72    | par | -8     | T2  |
| Brett Rumford      | 67    | -5 | T4   | 70    | -2  | -7     | T5  | 71    | -1  | -8     | T2  |
| Seung-yul Noh      | 71    | -1 | T22  | 70    | -2  | -3     | T22 | 68    | -4  | -7     | T4  |
| Oliver Fisher      | 68    | -4 | T9   | 70    | -2  | -6     | T8  | 71    | -1  | -7     | T4  |
| Robert-Jan Derksen | 71    | -1 | T22  | 68    | -4  | -5     | T10 | 71    | -1  | -6     | T6  |
| Jamie Donaldson    | 68    | -4 | T9   | 72    | par | -4     | 15  | 70    | -2  | -6     | T6  |
| Mardan Mamat       | 68    | -4 | T9   | 70    | -2  | -6     | T8  | 72    | par | -6     | T6  |
| Ernie Els          | 68    | -4 | T9   | 69    | -3  | -7     | T5  | 74    | +2  | -5     | T9  |
| Thongchai Jaidee   | 69    | -3 | T8   | 67    | -5  | -8     | T2  | 75    | +3  | -5     | T9  |
| Tano Goya          | 66    | -6 | T2   | 70    | -2  | -8     | T2  | 75    | +3  | -5     | T9  |
| Maarten Lafeber    | 73    | +1 | T103 | 71    | -1  | par    | T42 | 69    | -3  | -3     | T16 |
| Nicolas Colsaerts  | 71    | -1 | T22  | 71    | -1  | -2     | T24 | 74    | +2  | par    | T33 |
| Mark Foster        | 66    | -6 | T2   | 77    | +5  | -1     | T34 | 73    | +1  | par    | T33 |
| Ted Oh             | 67    | -5 | T4   | 70    | -2  | -7     | T5  | 81    | +9  | +2     | T48 |

## Spelers
De twee voormalige winnaars zijn aanwezig, alsmede Y. E. Yang, de beste speler van Korea.
Vanwege de vulkaanuitbarsting op IJsland waren nog veel luchtvelden gesloten. O.a. Miguel Ángel Jiménez kon hierdoor niet komen. De vluchten van Ernie Els en Anthony Kim werden omgeleid. Toernooidirecteur David Williams zat vast in Engeland. Veel Europese spelers waren al in Azië vanwege het China Open dat vorige week plaatsvond.
Wat onderstaande lijst betreft: sommige Koreaanse spelers hebben zich gekwalificeerd via de Race To Dubai, anderen via de Aziatische Tour of hun nationale Order of Merit, daarom staan ze in verschillende kolommen.
| - Felipe Aguilar - Kiradech Aphibarnrat - Sang-Moon Bae - Scott Barr - Gaganjeet Bhullar - Richard Bland - Marcus Both - Markus Brier - Rafael Cabrera Bello - Ariel Cañete - Tony Carolan - Yih-Shin Chan - Danny Chia - Nicolas Colsaerts - Rhys Davies - Robert-Jan Derksen - Jamie Donaldson - David Drysdale - Rafa Echenique - Johan Edfors - Ernie Els - Martin Erlandsson - Niclas Fasth - Gonzalo Fdez-Castaño - Richard Finch - Oliver Fisher - Gavin Flint - Alastair Forsyth - Mark Foster - Marcus Fraser - Stephen Gallacher - Tano Goya - Peter Hanson - Peter Hedblom - Scott Hend - Oskar Henningsson - Tetsuji Hiratsuka - David Howell - Jeppe Huldahl - Mikko Ilonen - Thongchai Jaidee (2009) - Michael Jonzon - James Kamte - Anthony Kang - Shiv Kapur - Rikard Karlberg - Anthony Kim - Jason Knutzon - Kenichi Kuboya - Rick Kulacz | - Maarten Lafeber - Anirban Lahiri - Chih Bing Lam - José Manuel Lara - Pablo Larrazábal - Paul Lawrie - Danny Lee - Ben Leong - Wen-chong Liang - Wen-hong Lin - Wen-tang Lin - Sam Little - Gary Lockerbie - Shane Lowry - Wei-Chih Lu - Mardan Mamat - Prayad Marksaeng - Pablo Martín - Gareth Maybin - Graeme McDowell (2008) - Paul McGinley - Ross McGowan - Damien McGrane - Chapchai Nirat - Seung-yul Noh - Alexander Norén - Peter O'Malley - Ryuichi Oda - Unho Park - Chinnarat Phadungsil - Terry Pilkadaris - Phillip Price - Mars Pucay - Mark Purser - Angelo Que - Himmat Rai - Robert Rock - Chris Rodgers - Brett Rumford - Marcel Siem - Iain Steel - Henrik Stenson - Graeme Storm - Andrew Tampion - Hideto Tanihara - Y E Yang - Anthony Wall - Mark Warren - Lee Westwood - Peter Whiteford | - Danny Willett - Oliver Wilson - Thaworn Wiratchant - Fabrizio Zanotti Aziatische Tour - Doo-Hwan Bang - In-sik Choi - Joon Chung - Min-kyu Han - Suung-man Han - Won-kyung Heo - Chang-Kyu Hong - Soon-sang Hong - In-hoi Hur - In-choon Hwang - Dong-kyu Jang - Jae-hoon Jung - Kyung-nam Kang - Soon-hong Kang - Wook-soon Kang - Dae-hyun Kim - Dae-sub Kim - Do-hoon Kim#752 - Do-hoon Kim#753 - Hyung-sung Kim - Hyung-tae Kim - John-joon Kong - Myung-ho Kwon - In-woo Lee - Ki-sang Lee - Seong-ho Lee - Tae-kyu Lee - Dong-seop Maeng - Ted Oh - Do-kyu Park - Hyun-bin Park - Jae-bum Park - Sang-hyun Park - Hyun-woo Ryu - Joon-eob Son Sponsorgasten - Thomas Bjørn - Ik-jae Jang - Tae-Hee Lee - Takao Nogami - Eun-shin Park - Jean van de Velde - Guo-wu Zhou (AM) |